# Ceroplastes bergi
Ceroplastes bergi är en insektsart som beskrevs av Cockerell 1901. Ceroplastes bergi ingår i släktet Ceroplastes och familjen skålsköldlöss. Inga underarter finns listade i Catalogue of Life.